# Limocamptus baikalensis
Limocamptus baikalensis is een eenoogkreeftjessoort uit de familie van de Canthocamptidae. De wetenschappelijke naam van de soort is voor het eerst geldig gepubliceerd in 1930 door Borutsky.